# Виључинск
Виључинск (рус. Вилючинск) град је у Русији у Камчатском крају. Према попису становништва из 2010. у граду је живело 22905 становника.

## Становништво
| 2002.  | 2010.  |
| ------ | ------ |
| 24.166 | 22.905 |